# Джанбалат аль-Ашраф
Аль-Ашраф Джанбалат (араб. الملك الأشرف جنبلاط; 1455–1501) — мамелюкський султан Єгипту з династії Бурджитів.
Належав до черкесів. Народився близько 1455 року. Дитиною його було викрадено та продано работоргівцям. Першим господарем в Єгипті став емір Яшбак мінт Махді. Був його орудою став мамлюком, здобув відповідний досвід. Після сходження на трон Кайтбея був переданий чи проданий останньому. За іншим варіантом це сталося 1480 року після потрапляння Яшбака у полон до Ак-Коюнлу. Призначається джамбаром (на кшталт кравчого). Продовжив кар'єру за наступних володарів, доки не став атабегом (командувачем) за султана Кансуга аз-Загіра. 
За цим увійшов у протистояння з Тумай-беєм. 1500 рок влаштував змову проти султана, якого було повалено. Трон захопив Джанбалат. Його конкурента Туман-бея було призначено наїб-ас-саланата (намісником) Сирії. Але вже 1501 року останній спільно з Касрухом, наїбом (губернатором) Триполі, повстав, переміг, захопив Каїрську цитадель та повалив Джанбалата, якого було відправлено до Александрії, де того ж року старчено. Його правління тривало 6 місяців і 18 діб.